# Stellenbosch (boek)
Stellenbosch is een in 2007 verschenen boek van Jacqueline Epskamp.
Jacqueline Epskamp was ook verantwoordelijk voor het script van de serie Stellenbosch. Stellenbosch is een verhaal dat zich afspeelt tegen de achtergrond van het Zuid-Afrika na de apartheid.
Anders dan in de serie wordt het verhaal verteld vanuit drie generaties en het boek gaat ook meer in op de achtergrond.

## Inhoud
Stellenbosch vertelt de geschiedenis van de Nederlandse familie Keppel, die zich in de jaren vijftig vestigde op het landgoed Arkadia om wijn te verbouwen, maar door de economische boycot gedwongen werd terug te keren naar Nederland. Alleen dochter Betty besloot te blijven om het familiebedrijf voort te zetten. Met de verkiezing van Nelson Mandela in 1994 keren de kansen voor haar ambitieuze broer Henk jr. om opnieuw een topwijn te produceren op Arkadia. De familiebanden komen nog meer op scherp te staan als een altijd verzwegen, noodlottige gebeurtenis uit het verleden langzaam maar zeker naar de oppervlakte komt.